# Dientes blancos
Dientes blancos es la novela que dio a conocer la autora británica de ascendencia jamaicana Zadie Smith. En España, la novela está publicada por Ediciones Salamandra, con traducción realizada por Ana Mª Rodríguez de la Fuente.

## Argumento
Dientes blancos es un inmenso fresco de personajes en el que se nos describe la vida de dos hombres, que se hicieron amigos durante la Segunda Guerra Mundial, el bengalí Samad Miah Iqbal y el inglés Alfred Archivald Jones, y de las relaciones que establecen, primero con sus esposas y luego con sus hijos. Toca temas de relevancia social como el multiculturalismo y la tolerancia hacia las minorías étnicas pero tratados desde un punto de vista social, no moral. La novela se desarrolla en el barrio de Willesden en Londres.
La habilidad mercantil de la agente de Zadie Smith y la indudable maestría narrativa de la autora hicieron que los editores, que solo habían leído unos capítulos, se pelearan por la novela antes de que estuviera terminada. Al final los derechos de la novela fueron a parar a Hamish Hamilton Ltd.
Tras la publicación de esta obra surgieron autores como Monica Ali (autora de Brick Lane), que tratan los mismos temas y sitúan sus novelas en barrios multiculturales.

## Adaptaciones
En 2002, se realizó una adaptación de la novela para la televisión británica, dividida en cuatro partes, y estrenada en el Channel 4. La dirigió Julian Jarrold, estando protagonizada por Om Puri como Samad y por Phil Davisas Archie. Cada episodio se centra en uno de los principales caracteres masculinos, en el momento en que tienen un punto de inflexión en sus vidas: "The Peculiar Second Marriage of Archie Jones" (El peculiar segundo matrimonio de Archie Jones), "The Temptation of Samad Iqbal" (La tentación de Samad Iqbal), "The Trouble With Millat" (El problema con Millat), y "The Return of Magid Iqbal" (El retorno de Magid Iqbal".
En 2018, el Kiln Theatre de Londres anunció el estreno mundial de la adaptación para teatro de la novela realizada por Stephen Sharkey. Dirigida por el director artístico del teatro Indhu Rubasingham, la producción incluía 13 canciones originales de Paul Englishby y estuvo protagonizada por Tony Jayawardena como Samad, Richard Lumsden como Archie y Ayesha Antoineas Irie.

## Reconocimientos
Esta novela ha sido galardonada con los premios Whitbread y Guardian, y finalista en muchos otros concursos literarios de Gran Bretaña.
En 2019, la novela obtuvo el puesto 39.º en la lista de The Guardian de los 100 mejores libros del siglo XXI.
El 5 de noviembre de 2019 BBC News incluyó a Dientes Blancos en su lista de las 100 novelas más inspiradoras.